# Raión de Gorodok (Jmelnitski)
Raión de Gorodok (en ucraniano: Городоцький район) es un antiguo raión o distrito de Ucrania en el óblast de Jmelnitski. 
Comprende una superficie de 1110 km².
La capital fue la ciudad de Gorodok.

## Demografía
Según estimación 2010 contaba con una población total de 52400 habitantes.

## Otros datos
El código KOATUU fue 6821200000. El código postal 32000 y el prefijo telefónico +380 3851.